# APNIC
APNIC (Centro de Informações de Rede da Ásia-Pacífico) é o registro regional de endereços da Internet (RIR) para a região Ásia-Pacífico.  É um dos cinco RIRs do mundo e faz parte da Number Resource Organization (NRO).
A APNIC fornece serviços de alocação e registro de recursos numéricos que suportam a operação global da Internet. É uma organização sem fins lucrativos, baseada em membros, cujos membros incluem provedores de serviços de Internet, provedores de telecomunicações, data centers, universidades, bancos, registros nacionais da Internet e organizações semelhantes que possuem suas próprias redes.